# Ferrexpo
Ferrexpo ist ein Schweizer, in Großbritannien börsennotierter Bergbaukonzern und größter Exporteur von Eisenerzpellets in der GUS. 2014 wurden 11 Mt Pellets mit 65 % oder 62 % Eisen hergestellt.

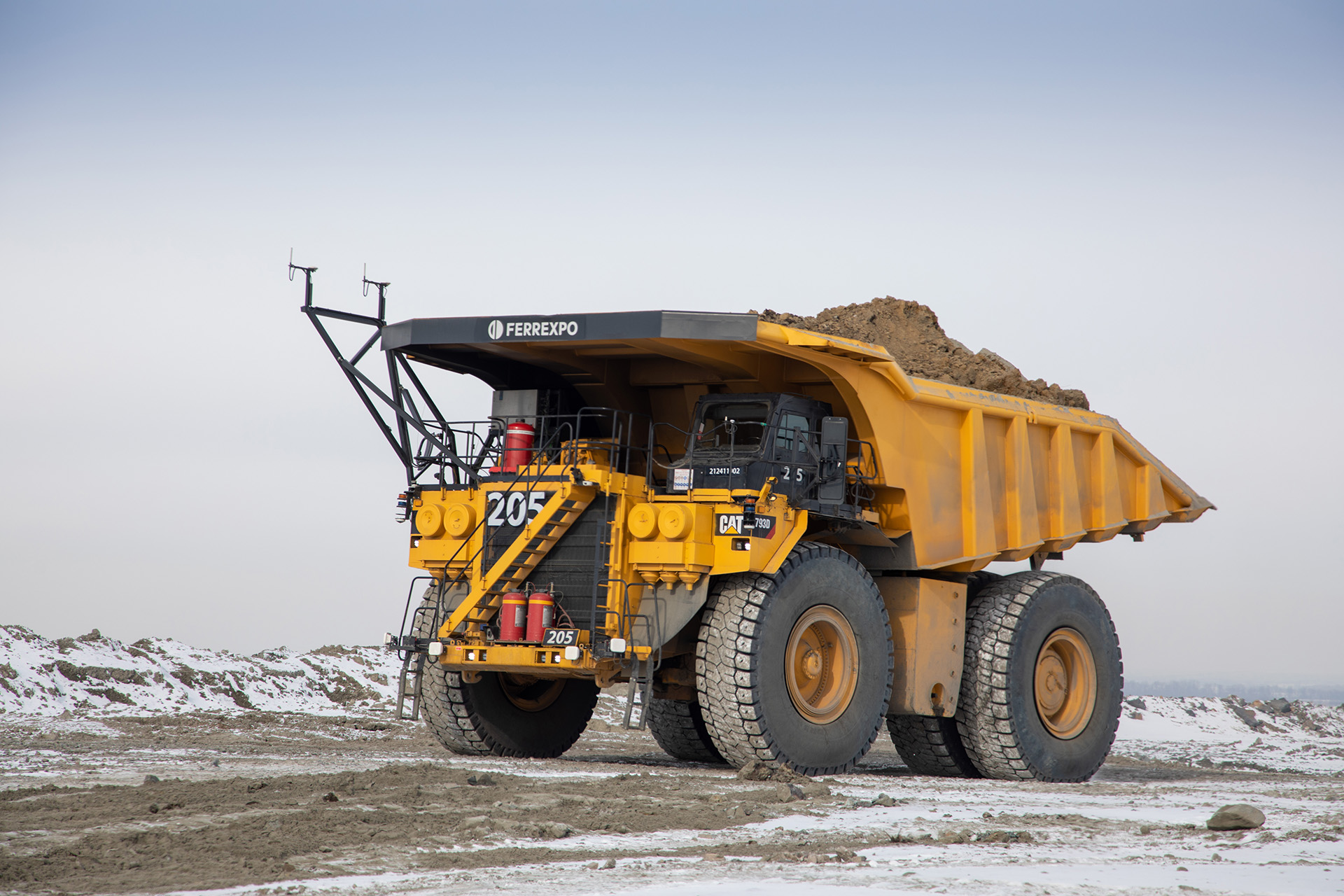
Seit Ende 2020 setzt Ferrexpo in seiner Mine Yeristovo Europas ersten großen autonomen Muldenkipper (CAT 793D) ein

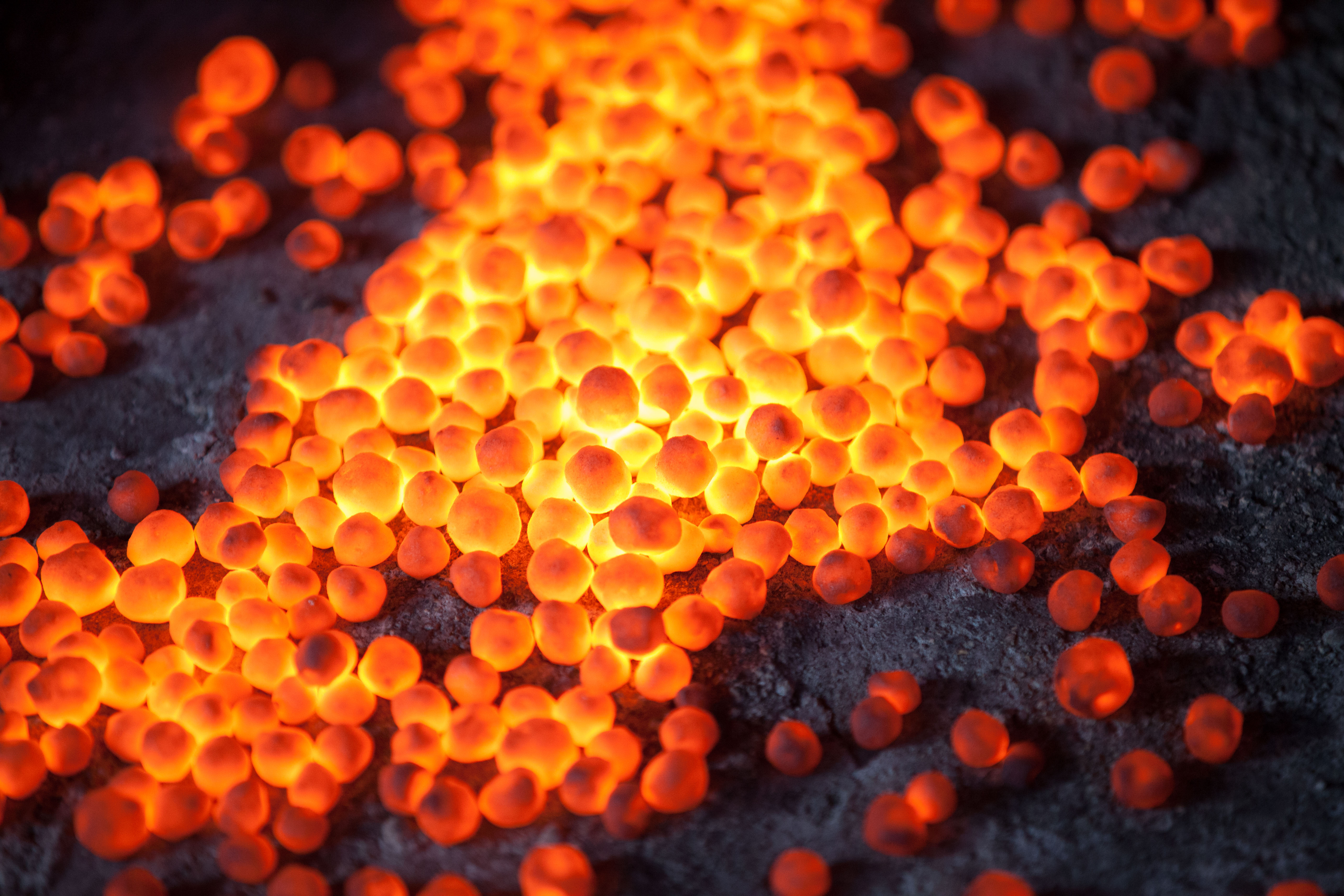
Ferrexpo produziert hochwertige Eisenerzpellets für den Einsatz in der Stahlindustrie

Das Unternehmen besitzt die Eisenerzbergwerke Poltawski GOK („Bergbaukombinat Poltawa“) und Jeristowski GOK bei Horischni Plawni in der Oblast Poltawa in der Ukraine.
Die Produkte werden mit 2200 eigenen Güterwagen oder über das eigene Terminal TIS-Ruda im Hafen von Juschne exportiert.
Ferner besitzt Ferrexpo über die First-DDSG Logistics Holding auch 139 eigene Donau-Schuten.

## Lagerstätten (von Nord nach Süd)
- Browarkowskoje (4 Gt)
- Manuilowskoje (3,4 Gt)
- Chartschenkowskoje (2,8 Gt)
- Wassilijewskoje (1,4 Gt)
- Sarudenskoje (1,5 Gt)
- Galeschtschinskoje (0,3 Gt)
- Belanowskoje (1,7 Gt)
- Jeristowskoje (1,2 Gt)
- Gorischne-Plawninskoi und Lawrikowskoje (3,5 Gt)

2014 wurden 29,4 Mt Erz im Poltawski GOK und 12,3 Mt im Jeristowski GOK abgebaut. Als Nächstes wird der Tagebau Belanowskoje aufgeschlossen.